# 율리우시 샤우데르
율리우시 파베우 샤우데르(폴란드어: Juliusz Paweł Schauder IPA: [ˈjulʲjuʂ ˈpavɛw ˈʂau̯dɛr], 1899년 9월 21일~1943년 10월)는 폴란드의 수학자이다. 함수해석학과 편미분 방정식 이론에 공헌하였다.

## 생애
1899년 9월 21일 르비우의 유대인 가정에서 태어났다. 학교를 졸업 후 제1차 세계 대전에 오스트리아-헝가리 군으로 참전하였으며, 이후 이탈리아에서 전쟁 포로가 되었다.
전후 1919년에 르비우 대학교에 입학하여 1923년에 박사 학위를 수여받았다. 이후 교수직을 얻지 못해 샤우데르는 고등학교 교사로 일하면서 연구를 계속하였다. 1935년에 르비우 대학교 조교가 되었고, 1939년에 교수가 되었다.
1941년에 나치 독일이 바르바로사 작전을 통해 르비우를 침공하였다. 유대인이었던 샤우데르는 1943년 10월 경에 게슈타포에 체포되어 처형당했다.

## 같이 보기
- 열린 사상 정리 (함수해석학)
- 샤우데르 기저

## 참고 문헌
- Ingarden, Roman Stanisław (1993년 9월). “Juliusz Schauder — personal reminiscences”. 《Topological Methods in Nonlinear Analysis》 (영어) 2 (1): 1–14. ISSN 1230-3429. Zbl 0795.01027. 2016년 6월 10일에 원본 문서에서 보존된 문서. 2016년 6월 6일에 확인함.
- Schaerf, H. M. (1993년 9월). “My memories of Juliusz Schauder”. 《Topological Methods in Nonlinear Analysis》 (영어) 2 (1): 15–19. ISSN 1230-3429. Zbl 0795.01028. 2016년 3월 4일에 원본 문서에서 보존된 문서. 2016년 6월 6일에 확인함.
- Urbanek, Mariusz (2014년 11월 7일). 《Genialni. Lwowska szkoła matematyczna》 (폴란드어). 바르샤바: Wydawnictwo Iskry Spółka. ISBN 978-83-244-0381-3. 2016년 12월 31일에 원본 문서에서 보존된 문서. 2016년 12월 31일에 확인함.